# Phạm Văn Bổng
Phạm Văn Bổng (sinh năm 1926 - mất tháng 8 năm 1988) là Anh hùng Lực lượng vũ trang nhân dân người Việt Nam. Ông từng giữ chức vụ Phó Tổng cục trưởng Tổng cục An ninh, Giám đốc Công an tỉnh Hà Nam Ninh, và hơn 20 năm làm Trưởng ty Công an Ninh Bình (từ năm 1954).

## Tiểu sử
Phạm Văn Bổng sinh năm 1926, quê quán tại xã Ninh Hòa, huyện Gia Khánh (nay thuộc huyện Hoa Lư, tỉnh Ninh Bình).
Năm Phạm Văn Bổng 12 tuổi, cha Phạm Văn Bổng qua đời.
Năm 1943, Phạm Văn Bổng tham gia Việt Minh, làm nhiệm vụ giao thông liên lạc đưa đón cán bộ địa phương.
Năm 1945, Phạm Văn Bổng tham gia khởi nghĩa giành chính quyền tại Ninh Bình.
Từ tháng 5 năm 1946, ông làm trinh sát Ty công an Ninh Bình.
Tháng 4 năm 1976, Phạm Văn Bổng được bổ nhiệm giữ chức vụ Phó Cục trưởng Cục Chống phản động, Bộ Nội vụ (nay là Bộ Công an).
Năm 1977, Phạm Văn Bổng giữ chức vụ Trưởng ty Công an tỉnh Hà Nam Ninh.
Tháng 1 năm 1980, Phạm Văn Bổng giữ chức vụ Quyền Bí thư Tỉnh ủy Hà Nam Ninh.
Tháng 6 năm 1982, Phạm Văn Bổng được bổ nhiệm chức vụ Phó Tổng cục trưởng Tổng cục An ninh, Bộ Nội vụ (nay là Bộ Công an). Ông trực tiếp tham gia chỉ đạo chống tổ chức FULRO ở Tây Nguyên Việt Nam.
Tháng 8 năm 1988, Phạm Văn Bổng qua đời vì bệnh cao huyết áp, hưởng dương 62 tuổi.
Ngày 17 tháng 8 năm 2014, tại xã Ninh Hòa, huyện Hoa Lư, tỉnh Ninh Bình, Phạm Văn Bổng, nguyên Phó Tổng cục trưởng Tổng cục An ninh, Bộ Công an được truy tặng danh hiệu Anh hùng Lực lượng vũ trang nhân dân (theo Quyết định số 1667/QĐ-CTN ngày 23 tháng 7 năm 2014 của Chủ tịch nước Việt Nam).

## Gia đình
Ông kết hôn với một nữ công nhân cùng quê, sinh được năm con, hai con trai và ba con gái.
- Con trai: Thiếu tá Phạm Việt Liên, công tác tại Tổng cục An ninh, Bộ Công an[1]
- Con gái: Thiếu tá Phạm Thị Loan[3]

## Hình ảnh trong nghệ thuật
Phạm Văn Bổng là nguyên mẫu của nhân vật Oanh trong tiểu thuyết trinh thám "Đội Công an số 6" của thiếu tá Phạm Việt Liên (con trai ông).